# Palaiá Fókaia
Palaiá Fókaia (Palaia Fokaia) är en ort i Grekland.   Den ligger i prefekturen Nomarchía Anatolikís Attikís och regionen Attika, i den sydöstra delen av landet, 40 km sydost om huvudstaden Aten. Palaiá Fókaia ligger 8 meter över havet och antalet invånare är 2 713.
Terrängen runt Palaiá Fókaia är kuperad åt nordost, men västerut är den platt. Havet är nära Palaiá Fókaia åt sydväst.  Närmaste större samhälle är Kalývia Thorikoú, 13,4 km norr om Palaiá Fókaia. 